# Трансформърс: Роботи под прикритие
„Трансформърс: Роботи под прикритие“ (на английски: Transformers: Robot in Disguise) е американско-японски анимационен сериал, базиран на поредицата играчки „Трансформърс“, произведени от Hasbro. Той е продуциран от Hasbro Studios и Darby Pop Productions в Съединените щати за Cartoon Network. Той е анимиран от Polygon Pictures в Япония. Той е самостоятелно продължение на сериала „Трансформърс: Прайм“, който се излъчва от 2010 г. до 2013 г. по The Hub Network. Роберто Орчи и Алекс Кърцман (изпълнителните продуценти на „Прайм“) не се завръщат в новия сериал. Сериалът се излъчва по Cartoon Network в САЩ от 14 март до 11 ноември 2017 г.

## В България
В България сериалът започва излъчване по локалната версия на Картун Нетуърк през 2016 г.

### Нахсинхронен дублаж
| Роля          | Изпълнител      |
| ------------- | --------------- |
| Стромгар      | Михаела Тюлева  |
| Ръсел         | Павел Петков    |
| Дени          | Светломир Радев |
| Бъмбълбий     | Димитър Тодоров |
| Пикси         | Георги Николов  |
| Грийнуок      | Петър Калчев    |
| Сайтлайт      | Борис Кашев     |
| Стийлджоу     | Атанас Сребрев  |
| Оптимус Прайм | Георги Тодоров  |

| Обработка           | студио „Про Филмс“ |
| ------------------- | ------------------ |
| Преводач            | Йоана Петрова      |
| Режисьор на дублажа | Недко Гигов        |

По-късно се излъчват повторения по bTV и bTV Action с войсоувър дублаж, записан в студио VMS.
| Озвучаващи артисти  | Мими Йорданова Петър Бонев Иван Велчев Светломир Радев Росен Русев |
| Преводач            | Яна Кецкерова                                                      |
| Тонрежисьор         | Венелин Николов                                                    |
| Режисьор на дублажа | Добрин Добрев                                                      |